# Three Percenters
Os Three Percenters, também denominado 3 Percenters, 3%ers e III%ers, são um movimento de milícia e grupo paramilitar de extrema-direita estadunidense e canadense. O grupo defende os direitos de posse de armas e resistência ao envolvimento do governo federal dos Estados Unidos nos assuntos locais. O nome do grupo deriva da alegação disputada de que apenas três por cento dos colonos americanos usaram armas contra o Reino da Grã-Bretanha durante a Revolução Americana.
O Southern Poverty Law Center classifica os Three Percenters como um grupo "antigovernamental". A Liga Antidifamação (ADL) caracteriza os Three Percenters como "extremistas antigovernamentais que fazem parte do movimento da milícia". O grupo tem sede nos Estados Unidos, mas também está presente no Canadá. Um especialista canadense, Maxime Fiset, ex-neonazista que trabalha para o Centre for the Prevention of Radicalization Leading to Violence, considera o grupo o "grupo extremista mais perigoso" do Canadá.

## Fundação e membros
O movimento foi caracterizado como parte do movimento patriota mais amplo. Fundado em 2008, recebeu impulso com a eleição de Barack Obama como presidente dos Estados Unidos. Os membros acreditavam que a presidência de Obama levaria a um aumento da interferência do governo nas vidas dos indivíduos e, particularmente, a leis de controle de armas mais rígidas. Muitos membros são antigos e atuais membros do exército, polícia e outras agências de aplicação da lei, bem como grupos antigovernamentais como os Oath Keepers.
O movimento foi cofundado por Michael "Mike" Brian Vanderboegh do Alabama, um membro do Oath Keepers, um grupo com o qual os Three Percenters permanecem vagamente aliados e são frequentemente comparados. Vanderboegh afirma ter sido anteriormente membro do Students for a Democratic Society e do Partido Socialista dos Trabalhadores, mas abandonou a política de esquerda e a política em geral em 1977 após ser apresentado ao libertarismo. Vanderboegh diz que o livro O Caminho da Servidão o empurrou para a direita. Ele se tornou um ativista da Segunda Emenda e na década de 1990 esteve envolvido com o movimento das milícias.
A Liga Antidifamação relata que em meados da década de 1990, Vanderboegh alegou ser comandante de um grupo de milícia do Alabama, o Primeiro Regimento de Cavalaria do Alabama, embora parecesse ser o único membro. Após o atentado a bomba em Oklahoma City em 1995, Vanderboegh ficou mais conhecido por popularizar as teorias de conspiração antigovernamentais.
O site do grupo afirma que não discrimina ninguém; no entanto, em resposta aos protestos do Black Lives Matter após o assassinato de Michael Brown em Ferguson, Missouri, a página dos Three Percenters no Facebook apresentou vários comentários racistas feitos por seus apoiadores.

## Ideologia
O site do grupo afirma que "não é uma milícia" e "não é antigoverno". Os Three Percenters acreditam que os cidadãos comuns devem tomar uma posição contra os abusos percebidos pelo governo federal dos Estados Unidos, que eles caracterizam como uma violação de seus limites constitucionais. Seus objetivos declarados incluem a proteção do direito de manter e portar armas e de " resistir à tirania". O grupo se opõe ao envolvimento federal no que eles consideram assuntos locais, e declara em seus estatutos que os xerifes do condado são "a lei suprema do país".
Como outros movimentos de milícia estadunidense, os Three Percenters acreditam na capacidade dos cidadãos voluntários com armas comuns de resistirem com sucesso aos militares dos Estados Unidos. Eles apoiam essa crença alegando que apenas cerca de 3% dos colonos americanos lutaram contra os britânicos durante a Revolução Americana, uma afirmação que subestima o número de pessoas que resistiram ao domínio britânico e que não leva em consideração a concentração das forças britânicas nas cidades costeiras, a semelhança das armas usadas pelas forças americanas e britânicas e o apoio francês aos colonos.
Ou seja, o pensamento é que se um pequeno grupo de cidadãos armados conseguiu expulsar os britânicos, uma milícia também pode, hoje em dia, só por si, combater a tirania — desde que tenham armas.

## Organização e atividades
Os capítulos locais do grupo são estruturados hierarquicamente de acordo com seus estatutos nacionais. Além do ativismo político, os capítulos também se envolvem em atividades paramilitares, como treinamento de tiro. A afiliação ao movimento exige votação e leis opostas que o grupo considera inconstitucionais. Os membros fazem um juramento semelhante ao das forças armadas dos EUA. Three Percenters que também são membros militares ativos são convidados a fazer um juramento adicional prometendo desobedecer a certas ordens oficiais, como ordens de desarmar cidadãos americanos. A página do grupo no Facebook apresenta principalmente postagens apoiando os direitos das armas.
Vanderboegh publicou sozinho um romance em série online, Absolved, em 2008, que ele chamou de "um conto de advertência para os policiais armados fora de controle da ATF". Em seu site, o movimento afirma que não é um grupo de milícia, mas sim uma "organização nacional composta de cidadãos patriotas que amam seu país e suas liberdades".
Vanderboegh e seu romance Absolved receberam pela primeira vez maior atenção da mídia em 2011, quando quatro supostos membros da milícia na Geórgia foram presos por um plano de ataque biológico que supostamente foi inspirado no romance. Vanderboegh se distanciou do suposto complô. Em 2013, Christian Allen Kerodin e associados estavam trabalhando na construção de um complexo murado no condado de Benewah, Idaho, "para os Three Percenters", projetado para abrigar 7 000 pessoas após um grande desastre, uma iniciativa que a polícia local descreveu como uma "fraude".
Em abril de 2013, um grupo de policiais de Jersey City, Nova Jérsei, foi punido por usar adesivos com os dizeres "Um dos 3%".
Após os tiroteios de Chattanooga em 2015 em um centro comercial, um centro de recrutamento militar e um Centro de Apoio Operacional da Marinha dos Estados Unidos no Tennessee, Three Percenters, Oath Keepers e outros grupos de milícia começaram a organizar encontros armados fora dos centros de recrutamento em vários estados, com o declarado objetivo de fornecer proteção aos militares que foram impedidos de portar armas durante o serviço em centros de recrutamento de civis. Em resposta, a Divisão de Segurança do Centro de Operações de Comando do Exército emitiu uma carta ordenando aos soldados que não interagissem com civis armados fora dos centros de recrutamento e que "se questionados por esses supostos cidadãos preocupados, sejam educados, profissionais e encerrem a conversa imediatamente e relatem o incidente à aplicação da lei local", observando que o oficial emissor "tem certeza de que os cidadãos têm boas intenções, mas não podemos presumir isso em todos os casos e não queremos defender este comportamento".
Um grupo Three Percenters de Idaho protestou contra o reassentamento de refugiados naquele estado em 2015.
Em 2016, o grupo "3 Percenters of Idaho" anunciou que estava enviando alguns de seus membros em apoio à ocupação do Refúgio Nacional de Vida Selvagem Malheur em Óregon, supostamente para "proteger o perímetro" e impedir uma "situação estilo Waco". Eles partiram várias horas depois, após serem informados de que sua ajuda não era necessária. Dois dias antes, Vanderboegh havia descrito os ocupantes como "uma coleção de frutas e nozes". "O que Cliven Bundy e esta coleção de frutas e nozes têm feito é dar aos federais a oportunidade perfeita para avançar sua agenda para nos desacreditar", disse ele.
O grupo forneceu segurança para um evento de 2017 realizado pela Patriot Prayer chamado "Rally for Trump and Freedom". Vários Three Percenters também estiveram presentes e oferecendo segurança para o manifestação Unite the Right realizada em Charlottesville, Virgínia, em agosto de 2017. Após os eventos em Charlottesville, o "Conselho Nacional" do grupo emitiu uma "ordem de suspensão", declarando: "não nos alinharemos a nenhum tipo de grupo racista".
Em 2017, um homem de Oklahoma de 23 anos, Jerry Drake Varnell, foi preso sob acusações federais de planejar um ataque a bomba em um veículo a um banco no centro de Oklahoma City, inspirado no atentado de Oklahoma City em 1995. Durante uma reunião em 2017 com agentes disfarçados do FBI, Varnell se identificou com o movimento dos Three Percenters movement, dizendo que subscreveu à "Ideologia III%" e pretendia "iniciar a próxima revolução". Em março de 2020, Varnell foi condenado a 25 anos de prisão pelos crimes de conspiração por usar um artefato explosivo para danificar um prédio usado no comércio interestadual e por planejar o uso de uma arma de destruição em massa contra propriedade usada no comércio interestadual.
Em 2018, três homens foram presos em conexão com o atentado ao centro islâmico Dar Al-Farooq em Bloomington, Minnesota. O bombardeio não foi letal. Um dos homens envolvidos, o ex-xerife Michael B. Hari, tinha conexões com o grupo.
Em junho de 2019, a governadora do Oregon Kate Brown enviou a Polícia do Estado do Oregon para trazer 11 senadores republicanos ausentes de volta ao Capitólio estadual do Oregon. Os senadores estaduais republicanos se esconderam para impedir a votação de uma proposta de limite e comércio com o objetivo de reduzir as emissões de gases de efeito estufa até 2050 para combater as mudanças climáticas. Os Three Percenters ofereceram apoio aos senadores republicanos, declarando que eles fariam "o que fosse necessário para manter esses senadores seguros". Em 22 de junho de 2019, uma sessão do Senado do Oregon foi cancelada quando o Capitólio estadual do Oregon foi fechado devido a um alerta da polícia estadual de uma "possível ameaça da milícia".
Em maio de 2020, durante um comício da Segunda Emenda no fim de semana do Memorial Day em Frankfort, Kentucky, Three Percenters e outros manifestantes violaram várias barreiras para acessar a varanda da frente da Mansão do Governador, residência principal do Governador Andy Beshear, e começaram a importunar os ocupantes da Mansão em resposta às restrições do governador relacionadas à pandemia de COVID-19. Logo depois, os membros do grupo se afastaram várias centenas de metros e ergueram uma efígie com o rosto do governador e uma placa onde se lia sic semper tyrannis ("assim sempre aos tiranos") em uma árvore. O evento atraiu a condenação de Beshear e de todo o espectro político. Alguns funcionários estaduais juntaram-se aos Three Percenters em eventos anteriores, incluindo os representantes estaduais do Kentucky Savannah Maddox e Stan Lee, e o senador estadual do Kentucky John Schickel. Beshear rotulou o grupo como "radical", que suas ações foram "destinadas a criar medo e terror", e declarou que os oficiais que apareceram em eventos anteriores do Three Percenter "não podem atiçar as chamas e então condenar o fogo".
Durante a investigação do plano de sequestro de Gretchen Whitmer, um dos presos é identificado como o segundo no comando da filial de Wisconsin dos Three Percenters, até agora sem o grupo ter confirmado ou negado.